# Slagfalk
Slagfalk (Falco biarmicus) är en stor falk som främst förekommer i Afrika och på Arabiska halvön och som morfologiskt påminner om pilgrimsfalken.

## Utseende
Slagfalken är en stor falk med kroppslängden 43-50 cm och vingbredd 95-105 cm. Den är dock mindre än liknande tatarfalken, med smalare vingar och stjärt. Ovansidan är skiffergrå eller blågrå med mörk tvärvattring. Undersidan är inte lika grovt fläckad som tatarfalkens, istället tvärvattrad och droppfläckad på sidor och byxor. På huvudet syns ett smalt men distinkt mustaschstreck samt rostbrunt på nacke och eventuellt ögonbrynsstreck.

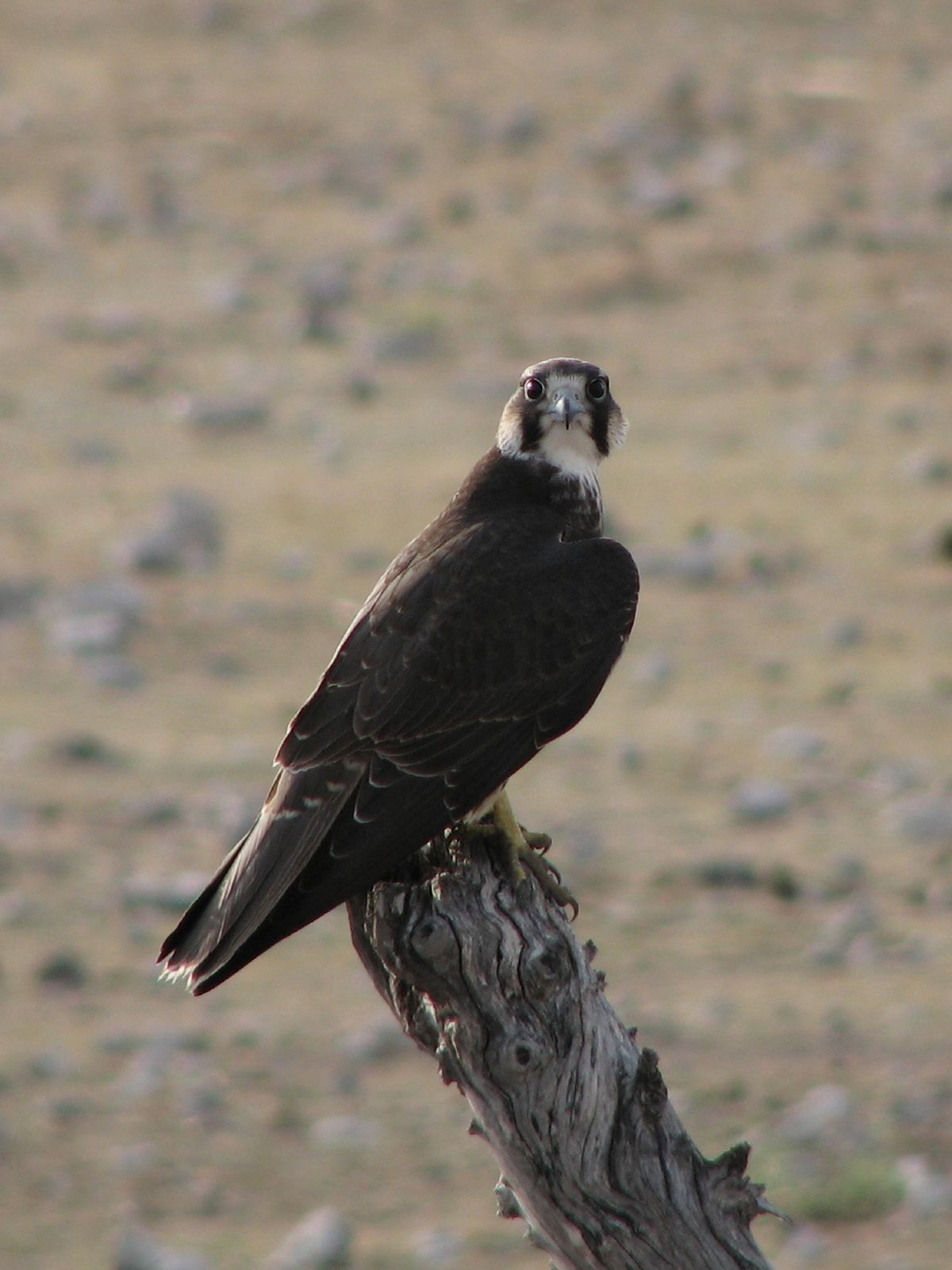
Slagfalk i Etiopien.

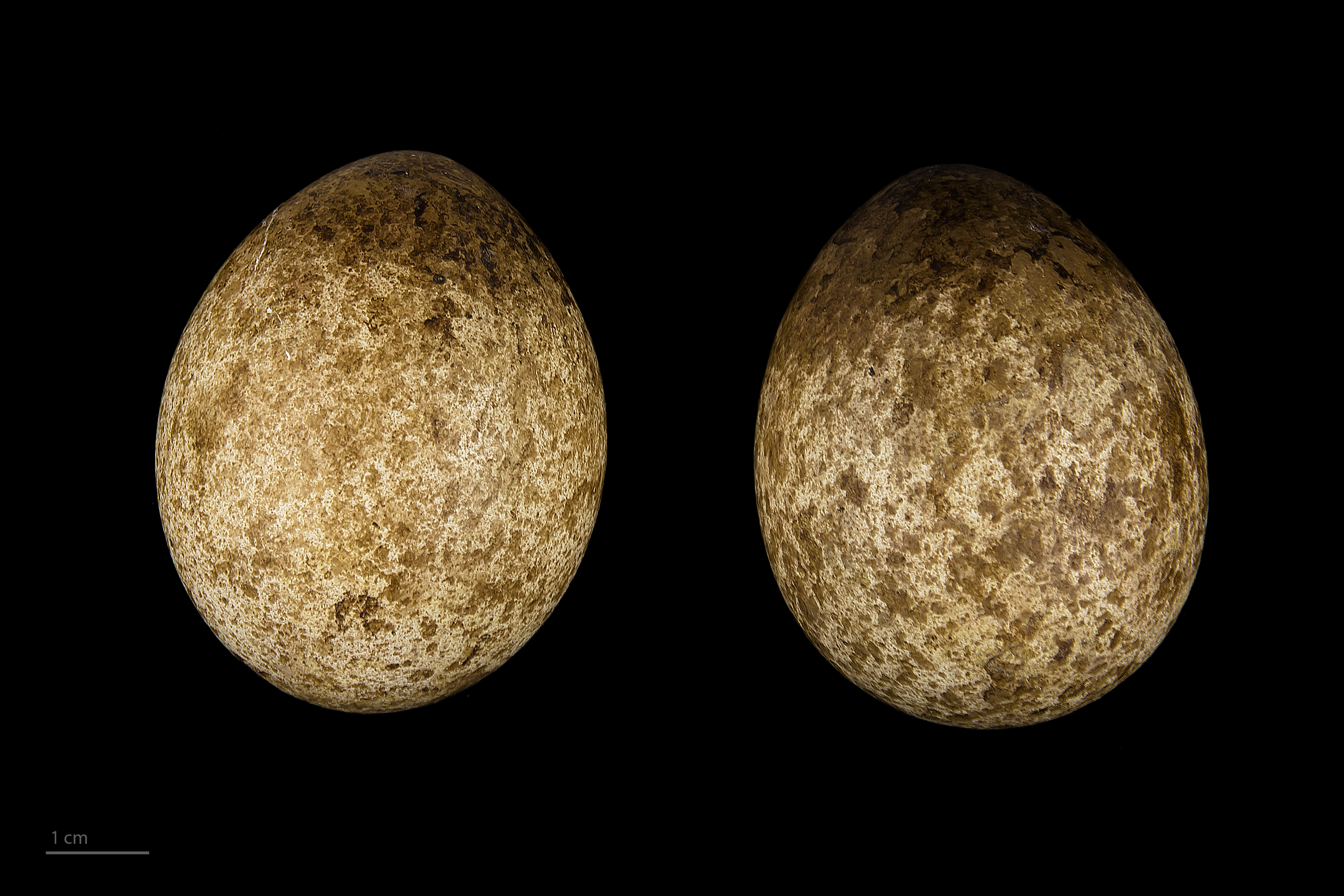
Falco biarmicus erlangeri

## Utbredning och systematik
Slagfalken förekommer sällsynt runt Medelhavet men vanligare i Afrika och på den Arabiska halvön. Den delas upp i fem underarter med följande utbredning:
- Falco biarmicus feldeggii – förekommer från Sicilien och södra Italien till Armenien, Azerbajdzjan och Libanon
- Falco biarmicus erlangeri – förekommer från Mauretanien till Marocko och Tunisien
- Falco biarmicus tanypterus – förekommer från Egypten och Sudan till Arabiska halvön, Israel och Irak
- Falco biarmicus abyssinicus – förekommer från Senegal och Ghana till Etiopien, Somalia, Uganda och norra Kongo-Kinshasa
- Falco biarmicus biarmicus – förekommer från Angola till södra Kongo-Kinshasa, Kenya och Sydafrika

Fågeln har tidigare häckat även i Syrien. Den har tillfälligt påträffats i Bulgarien, Cypern, Tjeckien, Frankrike, Portugal, Slovenien, Spanien, Förenade Arabemiraten och Ukraina.

## Ekologi
Det huvudsakliga bytet är mindre fåglar, vanligen vaktlar och duvor. Det kompletteras med gnagare, fladdermöss, ödlor, insekter, spindlar och skorpioner. Livslängden kan bli upp till 20 år. Den får tre eller fyra ungar per kull.

## Status och hot
Arten har ett stort utbredningsområde och en stor population, och tros öka i antal. Utifrån dessa kriterier kategoriserar internationella naturvårdsunionen IUCN arten som livskraftig (LC). Populationen i Europa minskar dock och uppskattades 2015 till att endast bestå av 430–840 par.